# Brampton Ash
Brampton Ash is een civil parish in het bestuurlijke gebied Kettering, in het Engelse graafschap Northamptonshire.